# Walter Kriwicki
Walter Kriwicki, prawdziwe nazwisko Samuel Ginzberg (ur. 28 czerwca 1899 w Podwołoczyskach, zm. 10 lutego 1941 w Waszyngtonie) – oficer Razwiedupru (IV Zarząd (Wydział) Sztabu Generalnego Armii Czerwonej – wywiad wojskowy), rezydent INO NKWD na Europę Zachodnią (1935–1937), odmówił powrotu do ZSRR i wyemigrował do USA. Autor demaskatorskich publikacji prasowych w „The Saturday Evening Post”, ujawniających publicznie w kwietniu 1939 – na kilka miesięcy przed zawarciem Paktu Ribbentrop-Mołotow – konsekwentne od kilku lat dążenie Stalina do porozumienia z III Rzeszą i obszernych wspomnień. Prawdopodobnie ofiara skrytobójczego zamachu INO NKWD.

## Życiorys
Rozpoczął służbę w Razwiedupr, wywiadzie Armii Czerwonej (organizacyjny poprzednik GRU). W roku 1920 prowadził dywersję w Polsce w czasie wojny polsko-bolszewickiej (szczególnie podczas letniej ofensywy Armii Czerwonej). W 1923 próbował wzniecić rewolucję komunistyczną w Niemczech, potem pracował dla w sztabie Razwiedupru w Moskwie. W 1934 został przeniesiony z wywiadu wojskowego do Ludowego Komisariatu Spraw Wewnętrznych – NKWD. Jego służba w Razwieduprze i NKWD związana była z wywiadem zagranicznym.
Był szefem rezydentury w Holandii, kontrolującej radziecki wywiad wojskowy w Europie Zachodniej. Odmówił Siergiejowi Szpigelglasowi udziału w „wystawieniu” Ignatija Reissa, swojego przyjaciela. We wrześniu 1937 otrzymał rozkaz powrotu do Moskwy. W obawie, że stanie się ofiarą czystki, jaką właśnie przeprowadzał Józef Stalin w Armii Czerwonej i NKWD oraz innych instytucjach cywilnych i wojskowych, postanowił zbiec. Pojechał do Paryża i zwrócił się do francuskiego Ministerstwa Spraw Wewnętrznych o azyl, który otrzymał. W końcu udało mu się wraz z żoną i czteroletnim synkiem dostać do Stanów Zjednoczonych, mimo prób agentów NKWD zgładzenia go jeszcze we Francji. Posiadane przez niego informacje miały dużą wartość dla amerykańskiego, brytyjskiego i francuskiego kontrwywiadu.
W 1939 pojechał do Wielkiej Brytanii. To, co tam ujawnił, było pierwszym dowodem penetracji brytyjskiego rządu przez radzieckich „kretów” i bezpośrednio doprowadziło do aresztowania Johna H. Kinga. Zwrócił także uwagę na innego radzieckiego szpiega w Wielkiej Brytanii, młodego angielskiego dziennikarza, który pisał do londyńskiej gazety korespondencje z wojny domowej w Hiszpanii. Był nim w rzeczywistości Harold (Kim) Philby, chociaż wówczas go jeszcze nie zidentyfikowano. Kriwicki ujawnił, że w Wielkiej Brytanii i we Wspólnocie Brytyjskiej pracowało 61 radzieckich agentów, chociaż nie potrafił ich wszystkich dokładnie wskazać. Trzech, jak mówił, znajdowało się w Foreign Office, a trzech w służbach wywiadowczych – Security Service, Secret Intelligence Service.
Pisał także artykuły (w tym jeden w 1939, dla „The Saturday Evening Post”), demaskujące szpiegostwo i zeznawał w 1939 przed Komisją Izby Reprezentantów ds. Działalności Antyamerykańskiej. W tym samym roku ukazała się jego książka: In Stalin’s Secret Service (wydanie brytyjskie: I Was Stalin’s Agent, I wyd. polskie Byłem agentem Stalina Instytut Literacki, Paryż 1964).
9 lutego 1941 zatrzymał się w hotelu Bellevue na Wzgórzu Kapitolińskim w Waszyngtonie. Dostał pokój numer 524 i zapłacił 2,5 dolara za nocleg. Następnego dnia rano pokojówka znalazła go martwego. Zginął od strzału pistoletu w skroń. Pokój był zamknięty i znaleziono w nim trzy notatki, mogące wskazywać na samobójstwo. Policja orzekła, że było to samobójstwo, wiele jednak wskazuje na to, iż padł ofiarą zemsty NKWD.